# Opel Ascona
L'Opel Ascona est une berline familiale produite par Opel entre 1970 et 1988. Ce modèle d'automobile doit son nom à Ascona, une commune suisse du canton du Tessin située au bord du lac Majeur. Avant 1970, la filiale suisse de la General Motors proposait une exécution luxueuse de l'Opel Rekord puis de la Kadett qui était déjà baptisée « Ascona ».
Elle a été produite en trois générations :
- Ascona A de 1970 à 1975 ;
- Ascona B de 1975 à 1981 ;
- Ascona C de 1981 à 1988.

Elle sera remplacée par l'Opel Vectra en 1988.

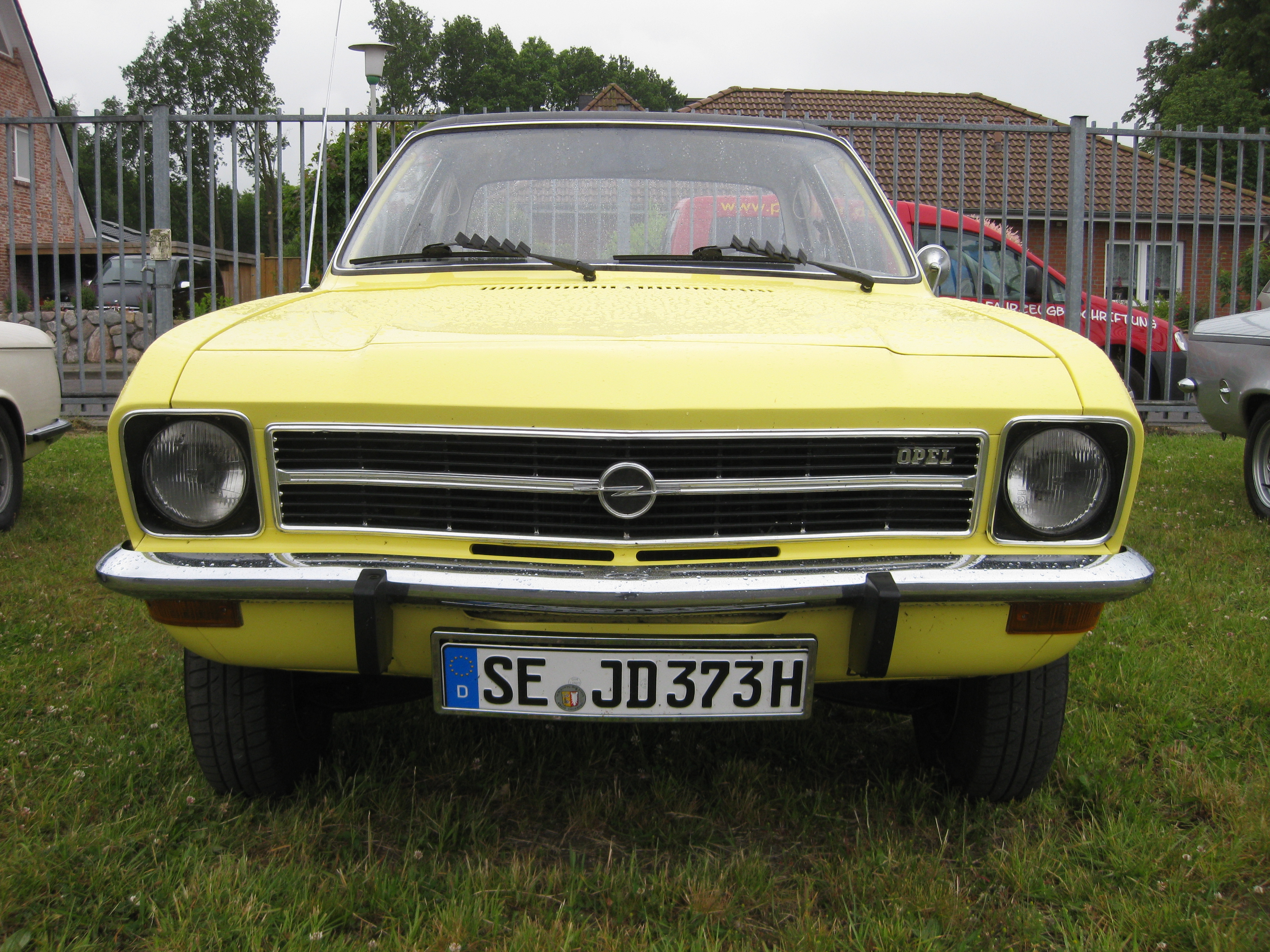
Opel Ascona A.
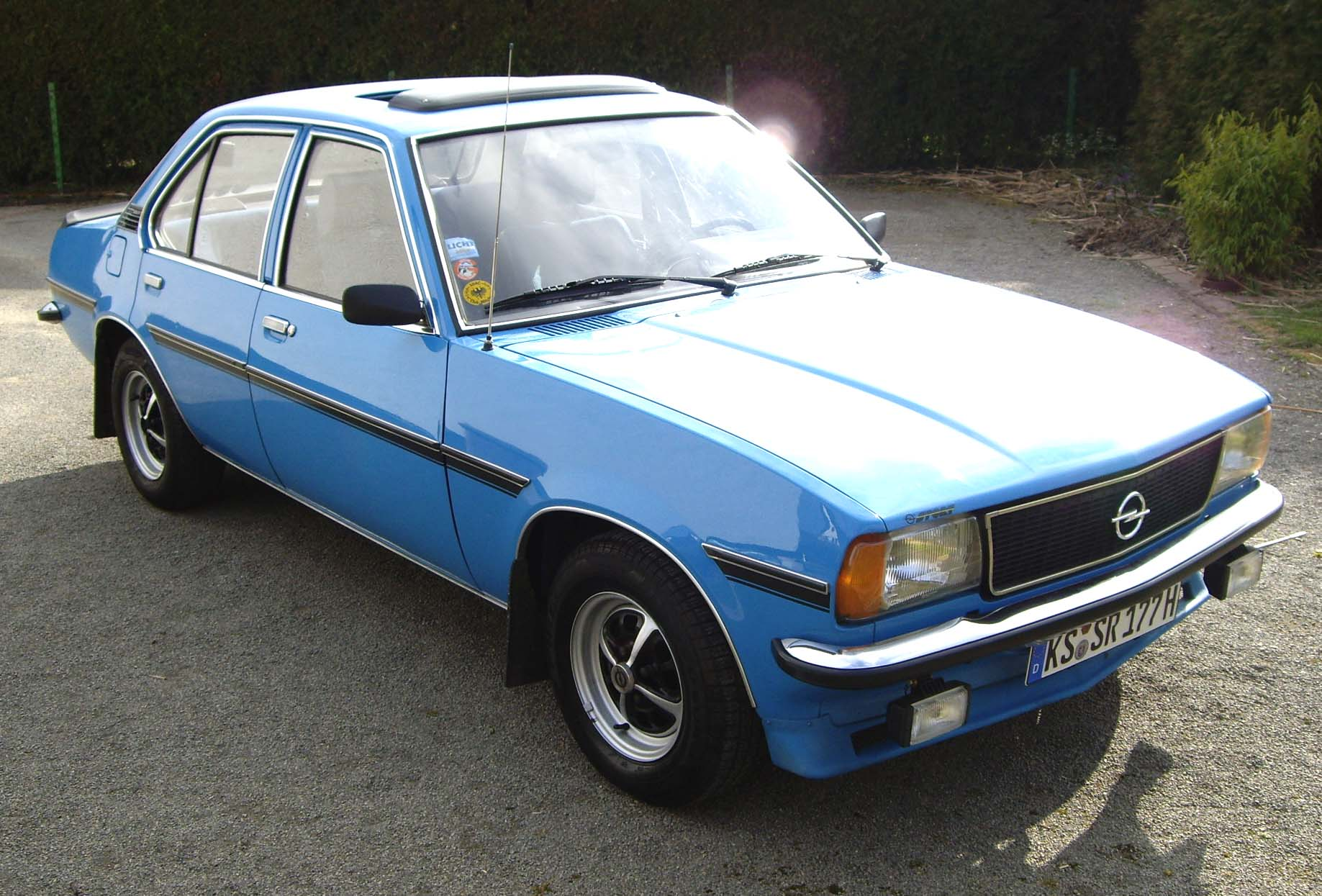
Opel Ascona B.
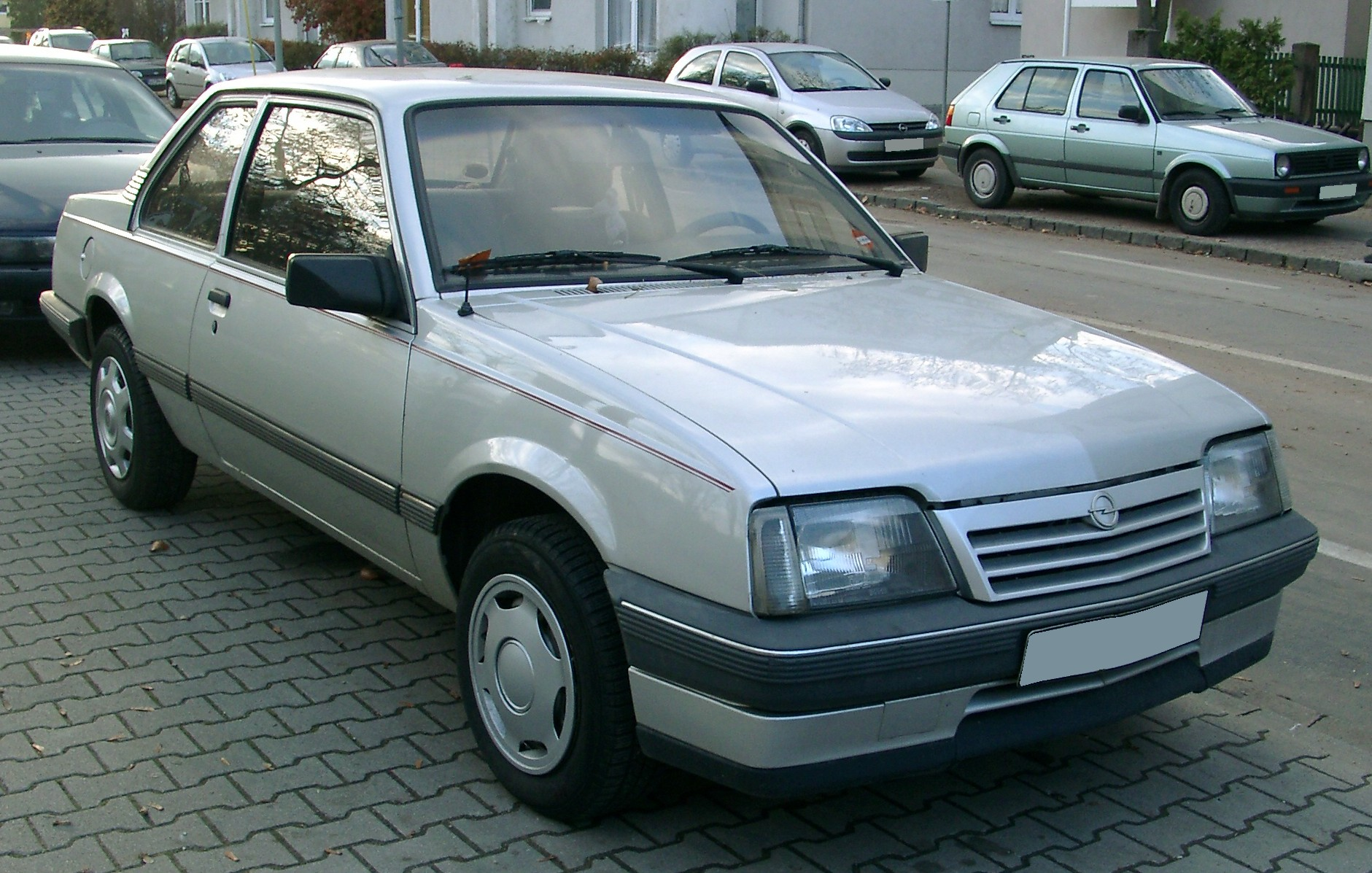
Opel Ascona C berline 2-portes.

## Ascona A
L'Opel Ascona A a été produite de novembre 1970 à juillet 1975 à 691 438 exemplaires dans l'usine d'Opel de Bochum sur la base de l'Opel Manta A (sortie en septembre). Elle se situait dans la gamme Opel entre l'Opel Kadett et l'Opel Rekord. Elle va remplacer l'Opel Olympia A, produite de septembre 1967 à juillet 1970. Celle-ci était disponible en berline 2-portes, 4-portes, ou Caravan (break) en 3-portes. Présentée au public lors du Salon de l'automobile de Turin le 28 octobre 1970, sa commercialisation débute officiellement en novembre.
Côté motorisation, l'Ascona donnait le choix entre les 1600 (N ou S) ou le 1900 puis à partir de 1972, en 1 200 cm3.
À l'origine, l'Ascona devait être une Kadett C, mais il a été décidé en interne que ce serait une nouvelle série de modèles. Les lignes de la voiture sont dues au designer américain Chuck Jordan (en).

### Carrière aux États-Unis
De 1971 à 1975, l'Ascona 1,9 litre fut exportée aux États-Unis et vendue par les concessionnaires Buick sous l'appellation « Opel 1900 » en remplacement de l'Opel Kadett. Durant cette période, 170 000 exemplaires (Opel Manta A incluse) ont été exportés.
Au début, les trois types de carrosseries furent proposés mais, après 1974, la version quatre-portes ne fut plus commercialisée. En 1974, afin de répondre à la réglementation fédérale américaine, les pare-chocs ont été remplacés par des modèles à « absorption d'énergie ».
En 1975, toutes les Opel vendues aux États-Unis seront équipées du système d'injection Bosch L-Jetronic afin de répondre à de nouvelles normes de rejets polluants plus strictes. Système d'injection non disponible sur les versions européennes.
Après 1975, à la suite du taux de change défavorable entre le Deutsche Mark et le dollar, toutes les Opel furent remplacées par l'Isuzu Gemini (basée sur l'Opel Kadett C) rebadgées « Opel » dans l'ensemble des concessions Buick.

### En compétition
En 1971, 1972 et 1973, Kurt Waldner remporte le rallye Tour d'Europe, sur une version 16 SR (copilotes Hans Vogt, vainqueur pilote en 1969, puis Ferdi Bökmann les deux fois suivantes).
En 1973 Sylvia Österberg gagne sa seconde Coupe des Dames du Rallye Monte-Carlo sur l'Ascona.
En 1974, Walter Röhrl remporte le championnat d'Europe des rallyes au volant d'une Opel Ascona 1.9 SR d'environ 206 chevaux. La voiture est toujours détenue par Adam Opel AG.
En 1975, Walter Röhrl remporte à son volant le Rallye de l'Acropole et, par la même occasion, offre à Opel sa première victoire en championnat du monde des rallyes.

### Données techniques
Les différentes mécaniques font appel à des boîtes manuelles à quatre rapports. Il était possible d'avoir en option une boîte automatique à trois rapports.

### Motorisations
Opel fait appel à des moteurs essence à quatre cylindres en ligne éprouvés à carburateur :
- 1,2 litre S de 44 kW (60 ch) - Moteur à soupapes en tête (OHV) ;
- 1,6 litre N de 44–50 kW (60-68 ch) - Moteur à soupapes en tête (OHV) ;
- 1,6 litre S de 55–59 kW (75-80 ch) - Moteur à soupapes en tête (OHV) ;
- 1,9 litre S de 65–66 kW (88-90 ch) - Arbre à cames en tête - Camshaft in Head (CIH), technologie développée par General Motors au début des années 1960.

## Ascona B
L'Opel Ascona B a été produite dans les usines d'Opel de Bochum et d'Anvers. Elle est uniquement déclinée en berline deux ou quatre-portes. Elle sera présentée au public lors du Salon de l'automobile de Francfort de 1975 et sa production débutera en août 1975.
Pour le marché anglais, elle est commercialisée sous la dénomination « Vauxhall Cavalier » et sera produite dans l'usine Opel d'Anvers. Ce sera la première Vauxhall à être construite à l'étranger. Elle a été produite à travers le monde à plus de 1,2 million d'exemplaires.
Walter Röhrl remporte le championnat du monde des rallyes 1982 au volant d'une Opel Ascona 400.

### Motorisation
Motorisations disponibles au lancement du modèle qui ont été reprises de la précédente génération :
- 1,2 litre S de 44 kW (60 ch) ;
- 1,6 litre N de 44 kW (60 ch) ;
- 1,6 litre S de 55 kW (75 ch) ;
- 1,9 litre S de 66 kW (90 ch).

### Données techniques
| Opel Ascona:              | 1.2 (1976-79) | 1.2 S (1975-79) | 1.3 (1979-81) | 1.3 S (1979-81) | 1.6 (1975-78) | 1.6 S (1975-81) | 1.9 (1976-81) | 1.9 S (1975-77) | 2.0 (1978-81) | 2.0 S (1977-81) | 2.0 E (1980-81) | 2.0 Diesel (1978-81) | 400 (1979-81)                                                        |
| ------------------------- | --- | --- | --- | --- | --- | --- | --- | --- | --- | --- | --- | --- | -------------------------------------------------------------------- |
| Moteur :                  | 4 cylindres en ligne (4-temps)                                                                                           | 4 cylindres en ligne (4-temps)                                                                                           | 4 cylindres en ligne (4-temps)                                                                                           | 4 cylindres en ligne (4-temps)                                                                                           | 4 cylindres en ligne (4-temps)                                                                                           | 4 cylindres en ligne (4-temps)                                                                                           | 4 cylindres en ligne (4-temps)                                                                                           | 4 cylindres en ligne (4-temps)                                                                                           | 4 cylindres en ligne (4-temps)                                                                                           | 4 cylindres en ligne (4-temps)                                                                                           | 4 cylindres en ligne (4-temps)                                                                                           | 4 cylindres en ligne (4-temps)                                                                                           | 4 cylindres en ligne (4-temps)                                       |
| Cylindrée :               | 1 196 cm3 | 1 196 cm3 | 1 297 cm3 | 1 297 cm3 | 1 584 cm3 | 1 584 cm3 | 1 897 cm3 | 1 897 cm3 | 1 979 cm3 | 1 979 cm3 | 1 979 cm3 | 1 988 cm3 | 2 410 cm3                                                            |
| Alésage × Course :        | 79 × 61 mm | 79 × 61 mm | 75 × 73,4 mm | 75 × 73,4 mm | 85 × 69,8 mm | 85 × 69,8 mm | 93 × 69,8 mm | 93 × 69,8 mm | 95 × 69,8 mm | 95 × 69,8 mm | 95 × 69,8 mm | 86,5 × 85 mm | 95 × 85 mm                                                           |
| Puissance à tr/min :      | 40 kW (55 ch) à 5 400 | 44 kW (60 ch) à 5 400 | 44 kW (60 ch) à 5 800 | 55 kW (75 ch) à 5 800 | 44 kW (60 ch) à 5 000 | 55 kW (75 ch) à 5 800 | 55 kW (75 ch) à 4 800 | 66 kW ) (90 ch) à 4 800                                                                                                  | 66 kW (90 ch) à 5 200 | 74 kW (100 ch) à 5 400                                                                                                   | 81 kW (110 ch) à 5 400                                                                                                   | 43 kW (58 ch) à 4 200 | 106 kW (144 ch) à 5 200                                              |
| Couple maximum à tr/min : | 83 N m à 3 400 | 88 N m à 3 400 | 94 N m à 3 800 | 96 N m à 4 200 | 103 N m à 3 400 | 115 N m à 3 800 | 132 N m à 3 400 | 147 N m à 3 800 | 142 N m à 3 800 | 151 N m à 3 800 | 159 N m à 3 400 | 115 N m à 2 400 | 210 N m à 3 800                                                      |
| Compression :             | 7,8 : 1 | 9,0 : 1 | 8,2 : 1 | 9,2 : 1 | 8,0 : 1 | 8,8 : 1 | 7,9 : 1 | 8,8 : 1 | 8,0 : 1 | 9,0 : 1 | 9,4 : 1 | 22,0 : 1 | 9,7 : 1                                                              |
| Carburation :             | 1 carburateur Solex 35 PDSI                                                                                              | 1 carburateur Solex 35 PDSI                                                                                              | 1 carburateur Solex 35 PDSI                                                                                              | 1 carburateur Varajet II                                                                                                 | 1 carburateur Solex 35 PDSI                                                                                              | 1 carburateur Solex 32/32 DIDTA                                                                                          | 1 carburateur Solex 35 PDSI                                                                                              | 1 carburateur Zenith 35/40 INAT                                                                                          | 1 carburateur Varajet II                                                                                                 | 1 carburateur Varajet II                                                                                                 | injection électronique (L-Jetronic)                                                                                      | pompe à injection diesel Bosch                                                                                           | injection électronique                                               |
| Distribution :            | soupapes en tête (OHV), culbuteurs et tiges de culbuteur (arbre à cames latéral, chaine)                                 | soupapes en tête (OHV), culbuteurs et tiges de culbuteur (arbre à cames latéral, chaine)                                 | soupapes en tête (OHV), culbuteurs (arbre à cames en tête, courroie)                                                     | soupapes en tête (OHV), culbuteurs (arbre à cames en tête, courroie)                                                     | soupapes en tête (OHV), poussoirs, culbuteurs (arbre à cames en tête, chaine double)                                     | soupapes en tête (OHV), poussoirs, culbuteurs (arbre à cames en tête, chaine double)                                     | soupapes en tête (OHV), poussoirs, culbuteurs (arbre à cames en tête, chaine double)                                     | soupapes en tête (OHV), poussoirs, culbuteurs (arbre à cames en tête, chaine double)                                     | soupapes en tête (OHV), poussoirs hydrauliques, culbuteurs (arbre à cames en tête, chaine double)                        | soupapes en tête (OHV), poussoirs hydrauliques, culbuteurs (arbre à cames en tête, chaine double)                        | soupapes en tête (OHV), poussoirs hydrauliques, culbuteurs (arbre à cames en tête, chaine double)                        | soupapes en tête (OHV), poussoirs hydrauliques, culbuteurs (arbre à cames en tête, chaine double)                        | DOHC 16V                                                             |
| Refroidissement :         | refroidissement hydraulique                                                                                              | refroidissement hydraulique                                                                                              | refroidissement hydraulique                                                                                              | refroidissement hydraulique                                                                                              | refroidissement hydraulique                                                                                              | refroidissement hydraulique                                                                                              | refroidissement hydraulique                                                                                              | refroidissement hydraulique                                                                                              | refroidissement hydraulique                                                                                              | refroidissement hydraulique                                                                                              | refroidissement hydraulique                                                                                              | refroidissement hydraulique                                                                                              | refroidissement hydraulique                                          |
| Transmission :            | boîte manuelle synchronisée à 4 vitesses, levier de vitesses, boîte automatique à 3 vitesses en option                   | boîte manuelle synchronisée à 4 vitesses, levier de vitesses, boîte automatique à 3 vitesses en option                   | boîte manuelle synchronisée à 4 vitesses, levier de vitesses, boîte automatique à 3 vitesses en option                   | boîte manuelle synchronisée à 4 vitesses, levier de vitesses, boîte automatique à 3 vitesses en option                   | boîte manuelle synchronisée à 4 vitesses, levier de vitesses, boîte automatique à 3 vitesses en option                   | boîte manuelle synchronisée à 4 vitesses, levier de vitesses, boîte automatique à 3 vitesses en option                   | boîte manuelle synchronisée à 4 vitesses, levier de vitesses, boîte automatique à 3 vitesses en option                   | boîte manuelle synchronisée à 4 vitesses, levier de vitesses, boîte automatique à 3 vitesses en option                   | boîte manuelle synchronisée à 4 vitesses, levier de vitesses, boîte automatique à 3 vitesses en option                   | boîte manuelle synchronisée à 4 vitesses, levier de vitesses, boîte automatique à 3 vitesses en option                   | boîte manuelle synchronisée à 4 vitesses, levier de vitesses, boîte automatique à 3 vitesses en option                   | boîte manuelle synchronisée à 4 vitesses, levier de vitesses, boîte automatique à 3 vitesses en option                   | boîte manuelle synchronisée à 5 vitesses (Getrag), levier de vitesse |
| Suspension avant :        | suspension à double triangulation, ressorts hélicoïdaux                                                                  | suspension à double triangulation, ressorts hélicoïdaux                                                                  | suspension à double triangulation, ressorts hélicoïdaux                                                                  | suspension à double triangulation, ressorts hélicoïdaux                                                                  | suspension à double triangulation, ressorts hélicoïdaux                                                                  | suspension à double triangulation, ressorts hélicoïdaux                                                                  | suspension à double triangulation, ressorts hélicoïdaux                                                                  | suspension à double triangulation, ressorts hélicoïdaux                                                                  | suspension à double triangulation, ressorts hélicoïdaux                                                                  | suspension à double triangulation, ressorts hélicoïdaux                                                                  | suspension à double triangulation, ressorts hélicoïdaux                                                                  | suspension à double triangulation, ressorts hélicoïdaux                                                                  | suspension à double triangulation, ressorts hélicoïdaux              |
| Suspension arrière :      | axe central commun, pont rigide avec un arbre, bras longitudinal, barre Panhard, ressorts hélicoïdaux                    | axe central commun, pont rigide avec un arbre, bras longitudinal, barre Panhard, ressorts hélicoïdaux                    | axe central commun, pont rigide avec un arbre, bras longitudinal, barre Panhard, ressorts hélicoïdaux                    | axe central commun, pont rigide avec un arbre, bras longitudinal, barre Panhard, ressorts hélicoïdaux                    | axe central commun, pont rigide avec un arbre, bras longitudinal, barre Panhard, ressorts hélicoïdaux                    | axe central commun, pont rigide avec un arbre, bras longitudinal, barre Panhard, ressorts hélicoïdaux                    | axe central commun, pont rigide avec un arbre, bras longitudinal, barre Panhard, ressorts hélicoïdaux                    | axe central commun, pont rigide avec un arbre, bras longitudinal, barre Panhard, ressorts hélicoïdaux                    | axe central commun, pont rigide avec un arbre, bras longitudinal, barre Panhard, ressorts hélicoïdaux                    | axe central commun, pont rigide avec un arbre, bras longitudinal, barre Panhard, ressorts hélicoïdaux                    | axe central commun, pont rigide avec un arbre, bras longitudinal, barre Panhard, ressorts hélicoïdaux                    | axe central commun, pont rigide avec un arbre, bras longitudinal, barre Panhard, ressorts hélicoïdaux                    | pont rigide avec quatre bras longitudinaux, barre Panhard            |
| Freins :                  | Système de freinage hydraulique à deux circuits avec servofrein, freins à disque à l'avant, freins à tambour à l'arrière | Système de freinage hydraulique à deux circuits avec servofrein, freins à disque à l'avant, freins à tambour à l'arrière | Système de freinage hydraulique à deux circuits avec servofrein, freins à disque à l'avant, freins à tambour à l'arrière | Système de freinage hydraulique à deux circuits avec servofrein, freins à disque à l'avant, freins à tambour à l'arrière | Système de freinage hydraulique à deux circuits avec servofrein, freins à disque à l'avant, freins à tambour à l'arrière | Système de freinage hydraulique à deux circuits avec servofrein, freins à disque à l'avant, freins à tambour à l'arrière | Système de freinage hydraulique à deux circuits avec servofrein, freins à disque à l'avant, freins à tambour à l'arrière | Système de freinage hydraulique à deux circuits avec servofrein, freins à disque à l'avant, freins à tambour à l'arrière | Système de freinage hydraulique à deux circuits avec servofrein, freins à disque à l'avant, freins à tambour à l'arrière | Système de freinage hydraulique à deux circuits avec servofrein, freins à disque à l'avant, freins à tambour à l'arrière | Système de freinage hydraulique à deux circuits avec servofrein, freins à disque à l'avant, freins à tambour à l'arrière | Système de freinage hydraulique à deux circuits avec servofrein, freins à disque à l'avant, freins à tambour à l'arrière |                                                                      |
| Carrosserie :             | tôles en acier, autoportante                                                                                             | tôles en acier, autoportante                                                                                             | tôles en acier, autoportante                                                                                             | tôles en acier, autoportante                                                                                             | tôles en acier, autoportante                                                                                             | tôles en acier, autoportante                                                                                             | tôles en acier, autoportante                                                                                             | tôles en acier, autoportante                                                                                             | tôles en acier, autoportante                                                                                             | tôles en acier, autoportante                                                                                             | tôles en acier, autoportante                                                                                             | tôles en acier, autoportante                                                                                             | tôles en acier, autoportante                                         |
| Voies avant/arrière :     | 1 380 / 1 375 mm | 1 380 / 1 375 mm | 1 380 / 1 375 mm | 1 380 / 1 375 mm | 1 380 / 1 375 mm | 1 380 / 1 375 mm | 1 380 / 1 375 mm | 1 380 / 1 375 mm | 1 380 / 1 375 mm | 1 380 / 1 375 mm | 1 380 / 1 375 mm | 1 380 / 1 375 mm | 1 380 / 1 375 mm                                                     |
| Empattement :             | 2 518 mm | 2 518 mm | 2 518 mm | 2 518 mm | 2 518 mm | 2 518 mm | 2 518 mm | 2 518 mm | 2 518 mm | 2 518 mm | 2 518 mm | 2 518 mm | 2 518 mm                                                             |
| Longueur :                | 4 321 mm | 4 321 mm | 4 321 mm | 4 321 mm | 4 321 mm | 4 321 mm | 4 321 mm | 4 321 mm | 4 321 mm | 4 321 mm | 4 321 mm | 4 321 mm | 4 321 mm                                                             |
| Largeur :                 | 1 670 mm | 1 670 mm | 1 670 mm | 1 670 mm | 1 670 mm | 1 670 mm | 1 670 mm | 1 670 mm | 1 670 mm | 1 670 mm | 1 670 mm | 1 670 mm | 1 670 mm                                                             |
| Hauteur :                 | 1 380 mm | 1 380 mm | 1 380 mm | 1 380 mm | 1 380 mm | 1 380 mm | 1 380 mm | 1 380 mm | 1 380 mm | 1 380 mm | 1 380 mm | 1 380 mm | 1 380 mm                                                             |
| Poids à vide :            | 900–1 100 kg | 900–1 100 kg | 900–1 100 kg | 900–1 100 kg | 900–1 100 kg | 900–1 100 kg | 900–1 100 kg | 900–1 100 kg | 900–1 100 kg | 900–1 100 kg | 900–1 100 kg | 900–1 100 kg | 900–1 100 kg                                                         |
| Vitesse maximale :        | 138 km/h | 140 km/h | 144 km/h | 155 km/h | 145 km/h | 155 km/h | 155 km/h | 165 km/h | 167 km/h | 173 km/h | 187 km/h | 137 km/h | 197 km/h                                                             |
| 0–100 km/h :              | 20,5 s | 18,5 s | 19,0 s | 17,0 s | 17,0 s | 14,0 s | 15 s | 12 s | 12 s | 11,5 s | 10,5 s | 22 s | 7,7 s                                                                |
| Consommation (L/100 km) : | 9,0 | 9,0 | 10,0 | 10,0 | 11,0 | 11,5 | 12,0 | 11,0 | 11,0 | 11,5 | 11,5 | 9,0 | -                                                                    |

## Ascona C
L'Opel Ascona C a été produite d'août 1981 à octobre 1988 dans les usines d'Opel de Rüsselsheim, d'Anvers et de Luton. Elle a été déclinée en deux, quatre et cinq-portes mais aussi en cabriolet.
L'Opel Ascona C fut la deuxième voiture de la marque, après l'Opel Kadett D, à adopter le principe de la traction. Elle est fabriquée sur la plate-forme J de GM (tout comme la Cadillac Cimarron).
Elle est commercialisée sous la dénomination « Vauxhall Cavalier » (« Vauxhall Cavalier Estate », en version break) au Royaume-Uni et « Chevrolet Monza » en Amérique Latine.
Elle est arrivée deuxième du Trophée européen de la voiture de l'année en 1982, derrière la Renault 9.
L'Ascona C a été produite à travers le monde à 1 721 647 d'exemplaires.

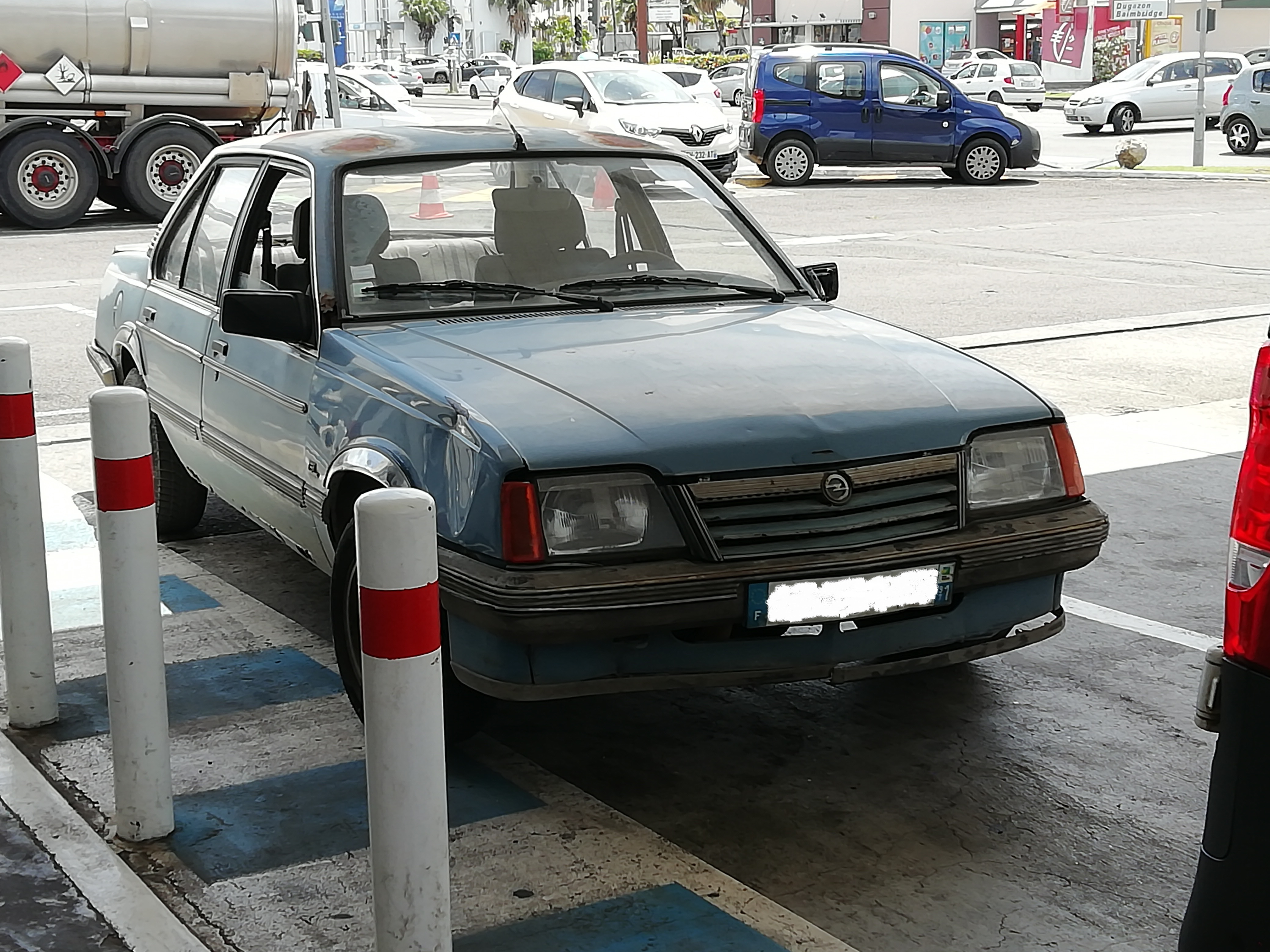
Une Opel Ascona C aux Abymes, Guadeloupe, en août 2019.